# Julia Roberts
Julia Fiona Roberts (født 28. oktober 1967 i Atlanta, Georgia, USA) er en amerikansk skuespillerinde. Hun fik sit internationale gennembrud i rollen som escortpigen Vivian Ward i den romantiske komedie Pretty Woman. Vandt en Oscar for bedste kvindelige hovedrolle for titelrollen i Erin Brockovich.

## Baggrund
Roberts blev født i Smyrna i Georgia 28. oktober 1967. Forældrene blev skilt i 1972. Hendes far, Walter Grady Roberts, arbejdede som repræsentant og skuespiller. Moderen Betty Lou Bredemus, arbejdede som sekretær i en kirke og som skuespiller. Moderen giftede sig igen, mens hendes far døde af kræft fire år senere. 
Som ung ville Roberts være dyrlæge. Men efter at hun var færdig på Smyrnas Campbell High School tog hun med sin søster til New York for at uddanne sig til skuespiller. I New York begyndte hun som model for Clicks modelling samtidig med at hun blev undervist af en skuespiller.

## Privatliv
Roberts mødte sin kommende ægtemand, kameramanden Daniel Moder, under indspilningen af filmen The Mexican i 2000. Roberts og Moder blev gift den 4. juli 2002 på hendes ranch i Taos i New Mexico. Magasinet People har kåret Roberts til en af verdens 50 smukkeste kvinder otte gange.

## Filmografi
- Firehouse (1987) (ikke krediteret) – Babs
- Satisfaction (også kendt som Girls of Summer 1988) – Daryle Shane
- Baja Oklahoma (1988) (TV) – Candy Hutchins
- Mystic Pizza (1988) – Daisy Arujo
- Blood Red (1989) – Maria Collogero
- Det stærke køn (Steel Magnolias, 1989) – Shelby Eatenton Latcherie
- Pretty Woman (1990) – Vivian 'Viv' Ward
- Leg med døden (Flatliners, 1990) – Rachel Mannus
- I seng med fjenden (Sleeping with the Enemy1991) – Sara Waters/Laura Burney
- Dying Young (1991) – Hilary O'Neil
- Hook (1991) – Tinkerbell
- Pelikan notatet (The Pelican Brief, 1993) – Darby Shaw
- I Love Trouble (1994) – Sabrina Peterson
- Prêt-à-porter (1994) – Anne Eisenhower
- Before Your Eyes: Angelie's Secret (1995) (tv-film, stemme: fortæller)
- Something to Talk About (også kendt som Grace Under Pressure 1995) – Grace Bichon
- Mary Reilly (1996) – Mary Reilly
- Michael Collins (1996) – Kitty Kiernan
- Alle siger I Love You (Everyone Says I Love You, 1996) – Von
- Min bedste vens bryllup (My Best Friend's Wedding, 1997) – Julianne Potter
- Farlige teorier (Conspiracy Theory, 1997) – Alice Sutton
- Stepmom (1998) – Isabel Kelly
- Notting Hill (1999) – Anna Scott
- Runaway Bride (1999) – Maggie Carpenter
- Erin Brockovich (2000) – Erin Brockovich
- The Mexican (2001) – Samantha Barzel
- America's Sweethearts (2001) – Kathleen "Kiki" Harrison
- Ocean's Eleven (også kendt som 011, 2001) – Tess Ocean
- Grand Champion (2002) – Julia, gravid billetekspedient
- Full Frontal (2002) – Catherine/Francesca
- Confessions of a Dangerous Mind (2002) – Patricia Watson
- Mona Lisa Smile (2003) – Katherine Ann Watson
- Closer (2004) – Anna
- Ocean's Twelve (2004) – Tess Ocean
- Myremobberen (Ant Bully) (2006) – Hova (stemme)
- Charlottes tryllespind (Charlotte's Web) (2006) – Charlotte (stemme)
- Charlie Wilson's War (2007) – Joanne Herring
- Fireflies in the Garden (2008) – Lisa Waechter
- Duplicity (2009) – Claire Stenwick
- Valentine's Day (2010) – Captain Kate Hazeltine
- Eat, Pray, Love (2010) – Elizabeth Gilbert
- Ben is Back (2018)
- Ticket to paradise (2023)